# Órgano colegiado
Un órgano colegiado es un tipo de órgano-institución constituido por una pluralidad de personas naturales o representantes de entidades públicas, de una sociedad civil o instituciones intermedias con el fin de coordinar, deliberar y adoptar decisiones que fortalezcan las políticas públicas en general. Siendo un órgano que forma parte de una entidad de la administración pública, es un mecanismo jurídico colectivo que delibera y acuerda decisiones democráticamente por consenso, unanimidad o mayoría, los cuales expresan la voluntad unitaria respecto de un interés público.

## En España

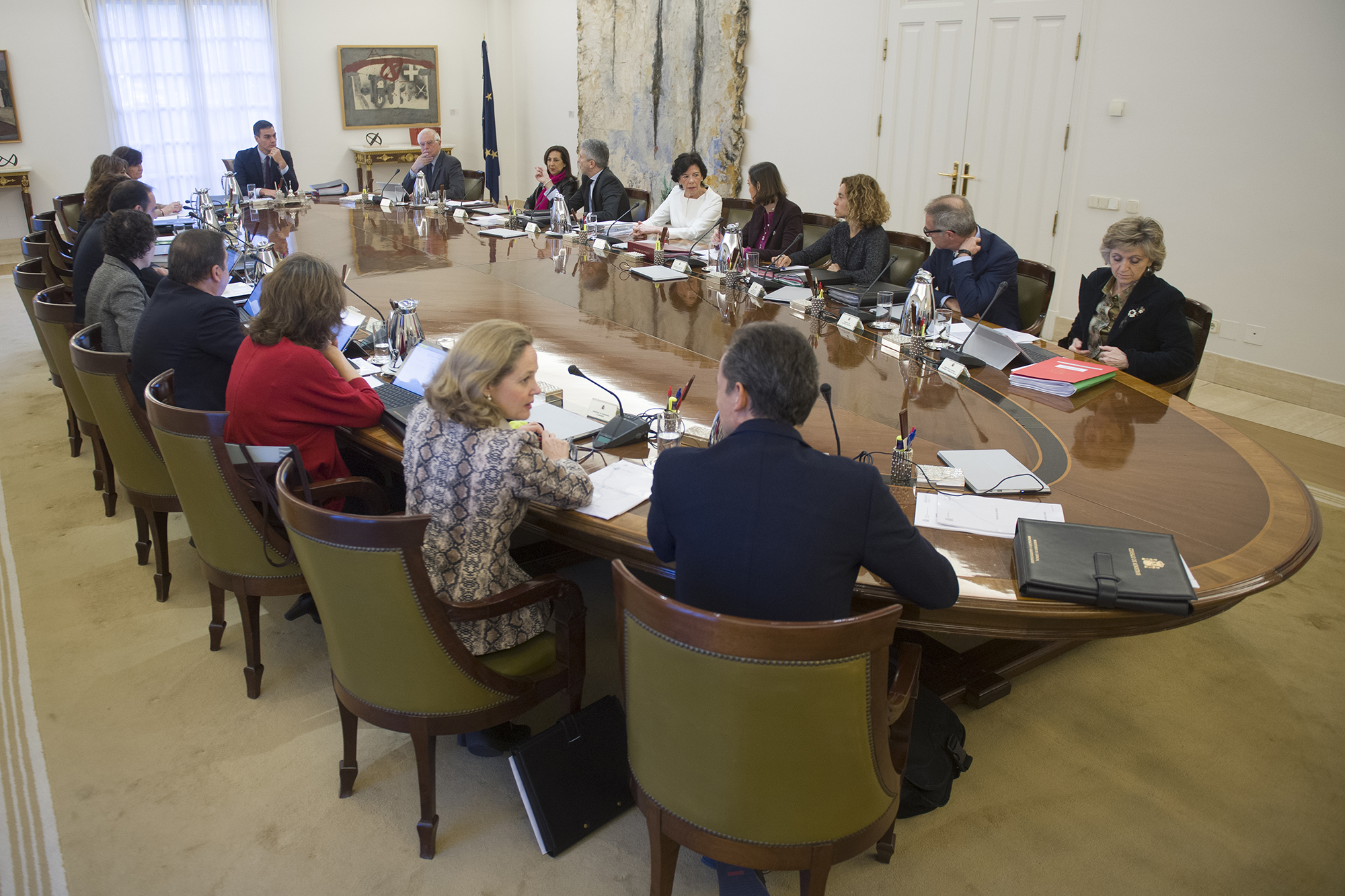
Consejo de Ministros de España, órgano colegiado del Gobierno.

El modelo de órganos colegiados está extendido en España, especialmente en el ámbito del sector público. Algunos ejemplos son el Consejo de Ministros, las mesas de las asambleas legislativas y cámaras de las Cortes Generales, comisiones, mesas de contratación, tribunales calificadores de procesos selectivos, consejos consultivos como el Consejo de Estado, las salas de los tribunales de justicia, etc. En general, cuando un órgano tiene más de un integrante, es un órgano colegiado. Lo contrario es un órgano unipersonal, como por ejemplo un juzgado de lo civil, una alcaldía, etc.

### Administración
En las Administraciones Públicas, están regulados principalmente en la sección 3 de la Ley 40/2015, del Régimen Jurídico del Sector Público. La creación y modificación de órganos colegiados debe publicarse en el boletín oficial correspondiente. Tienen a una persona que hace de secretario, y debe velar por que se cumplan los procedimientos adecuados y la ley aplicable. Puede ser un miembro del órgano o personal de la Administración. También hay una persona que ostenta el cargo de presidente.

#### Sesiones
Las sesiones de los órganos colegiados deben ser previstas con antelación, enviando una convocatoria a todos sus integrantes. Debe enviarse preferiblemente de forma electrónica. Sin embargo, pueden celebrar sesiones imprevistas si están presentes todos los miembros y no hay nadie en contra.
Para que una sesión sea válida debe asistir el secretario y el presidente (o sus suplentes), y al menos la mitad de los miembros. Es posible establecer la forma en la que funcionan las convocatorias, y la ley permite prever una segunda convocatoria y especificar para ésta el número de miembros necesarios para constituir válidamente el órgano.
En las sesiones solo se pueden tratar temas que estuvieran listados en el orden del día de la convocatoria, salvo que asistan todos los miembros y la mayoría esté de acuerdo.

#### Votaciones
Los acuerdos son adoptados por mayoría de votos de los asistentes. Cuando los miembros votan en contra o se abstienen, quedan exentos de la responsabilidad que pueda resultar del acuerdo. Sin embargo, la ley no permite a los miembros de un órgano colegiado impugnar judicialmente los actos de la propia Administración y órgano colegiado al que pertenecen, aunque hayan votado en contra o se hayan abstenido.